# AMR (코덱)
적응 다중 속도(영어: Adaptive Multi-Rate) 또는 AMR(AMR, AMR-NB)은 음성 부호화에 최적화된 특허가 있는 오디오 데이터 압축이다. AMR 음성 코덱은 7.4 kbps에서 시작하는 시외전화 품질 음성으로 4.75에서 12.2 kbps의 가변 비트레이트의 협대역 신호(200-3400 Hz)를 인코딩 하는, 다중 속도 협대역 음성 코덱으로 이루어진 음성 코덱이다.

## 특징
- AMR 코덱은 12.2, 10.2, 7.95, 7.40, 6.70, 5.90, 5.15 and 4.75 kbit/s 비트레이트의 여덟 가지 소스 코덱을 사용한다.

## 같이 보기
- AMR-WB
- 3GP
- 샘플링 레이트